# Francesco Negri (Forschungsreisender)

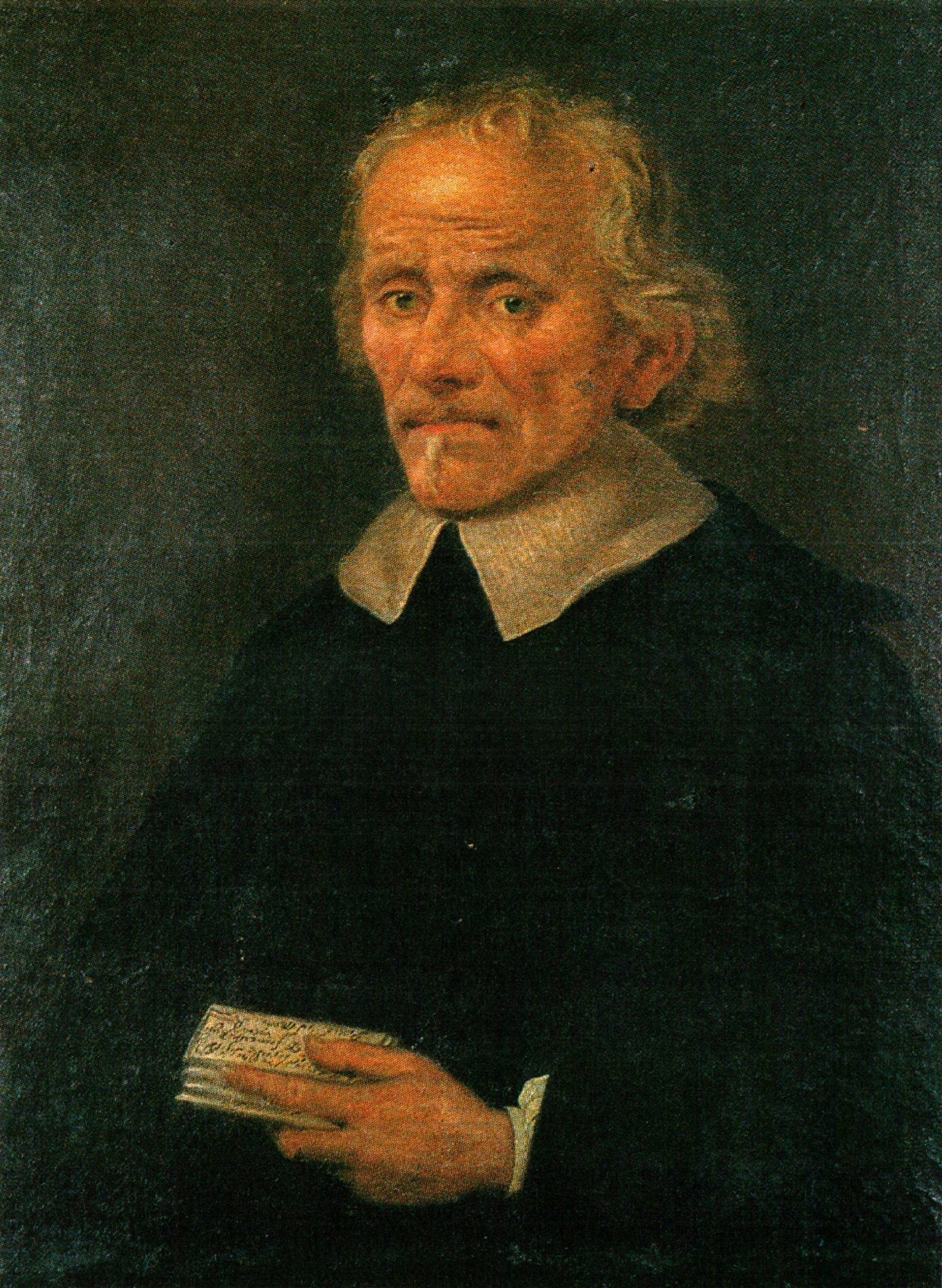
Francesco Negri

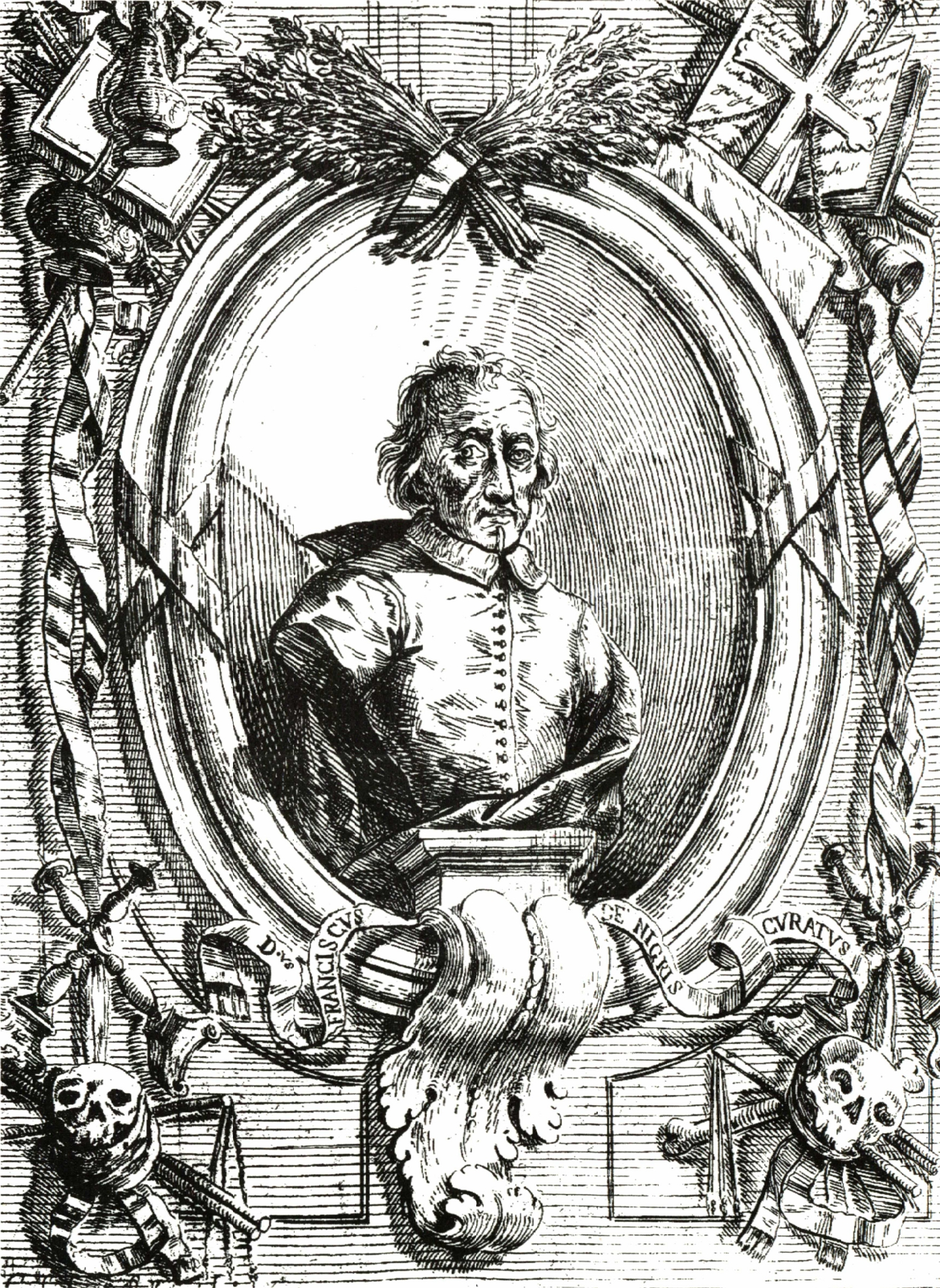
Darstellung Negris in seinem Buch aus dem Jahr 1700

Francesco Negri (* 27. März 1623 in Ravenna; † 27. Dezember 1698 ebenda) war ein italienischer Forschungsreisender und katholischer Geistlicher.

## Leben
Negri wurde als einziger Sohn einer wohlhabenden Familie geboren. Er studierte Philosophie, Naturwissenschaften, Geographie, Astronomie und Sprachen. Er trat nach Ende der Studien dem Franziskanerorden bei, was einen Bruch mit seiner Familie bedeutete. Er war als Pfarrer tätig. Negri interessierte sich für Nordskandinavien und zeigte sich verwundert, dass fremde Kontinente erforscht würden, Teile Europas jedoch noch unbeschrieben waren. Er war fasziniert von der Vorstellung, dass Menschen im Norden in Regionen leben, die so kalt sind, dass dort keine Landwirtschaft möglich ist.
1663 brach Negri nach Schweden auf und reiste hoch in den Norden bis ins Tal Tornedalen. Der Versuch noch weiter nach Norden bis zur Nordküste Skandinavien vorzudringen scheiterte jedoch. Er reiste daher zurück nach Stockholm. In Stockholm tauchte er mit einer Taucherglocke auf der Suche nach dem Wrack der Vasa. Als die Vasa schließlich 1961 gehoben wurde, fertigte man nach seiner überlieferten Beschreibung eine Taucherglocke an. Negri brach 1664 über Kopenhagen, Bergen und Trondheim wieder nach Norden auf. Im Spätherbst 1664 besuchte er den Kanzler Ove Bjelke auf Østråt. Bjelke hatte in seiner Jugend einen Studienaufenthalt in Italien verbracht. Versuche, Negri von dem Vorhaben, im Winter weiter in Richtung Norden zu reisen, abzubringen hatten keinen Erfolg. Negri setzte per Boot bzw. Pferdewagen ohne Begleiter seine Reise fort und erreichte schließlich das Nordkap. Dort traf er einen Geistlichen, mit dem er sich auf Latein verständigen konnte. Vermutlich handelte es sich um den Pfarrer von Kjelvik auf Magerøya.
Auf seiner Reise fertigte Negri umfangreiche Notizen und Skizzen zur Topographie und zum Leben der einheimischen Bevölkerung. Er beschrieb Viehzucht, Wal- und Fischfang, die Nutzung Seevögeln und Baupraxis von Samen und Norwegern. Bei den Samen unterschied er zwischen Küsten- und Rentiersamen. Negri erlernte auf seiner Reise das Skifahren.
Zurückgekehrt nach Italien arbeitete er sein ganzes weiteres Leben am Manuskript zu einem wissenschaftlichen Reisebericht. Er sammelte weitere Informationen und plante zur Sammlung weiteren Materials und der Kontrolle seiner Aufzeichnungen eine weitere Nordkapreise. Ein als 60-Jähriger beim Großherzog von Toskana gestellter Antrag zur Unterstützung bei der Reise wurde jedoch abgelehnt. Negri pflegte Kontakt zu Gelehrten, insbesondere im Umfeld der Akademie in Florenz, aber auch mit schwedischen Wissenschaftlern. Ein Briefwechsel verband ihn auch mit Johannes Scheffer, dem Autor von Lapponia.
Sein Buch wurde erst nach seinem Tod im Jahr 1700 in Padua herausgegeben. Es umfasst acht Reisebriefe, wobei der achte das Nordkap und die Finnmark behandelt. Bis 1929 erschienen vier weitere Auflagen, alle auf Italienisch. Trotz seiner wissenschaftlichen Tätigkeit wird Negri auch als erster Nordkap-Tourist angesehen.

## Werk
- Viaggio Settentrionale, Padua 1700 (postume)